# Липа маньчжурская
Ли́па маньчжу́рская (лат. Tilia mandshurica) — дерево, вид рода Липа (Tilia) семейства Мальвовые (Malvaceae); ранее род Липа обычно выделялся в самостоятельное семейство Липовые (Tiliaceae).

## Ботаническое описание
Дерево высотой до 15(20) м, зачастую многоствольное от основания. Кора старых стволов серо-бурая, с продольными трещинами; кора годовалых веточек гладкая, коричневая, довольно густо покрытая мелкими, бурыми, звездчатыми и простыми волосками. Крона густая, широкая.
Побеги желтовато-зелёные, покрытые густым войлоком звездчатых и простых волосков.
Почки длиной (2)4—7(8) мм, густо покрыты желтовато-коричневыми звёздчатыми и простыми волосками. При достижении годовалого возраста почки становятся голыми.
Черешки в два раза короче пластинки листа, густо опушённые звездчатыми волосками, длиной 4—5 см, на сильных порослевых побегах и до 8—10 см. Листья плодущих побегов округлые или широкояйцевидные, (6)8—10(12) см длиной и шириной, с оттянутой острой верхушкой, в основании сердцевидные или усечённые, симметричные, выемчато-зубчатые, с крупными зубцами 3—5 мм длиной, направленными к верхушке листа, постепенно переходящими в остроконечие, плотные, сверху блестящие, зелёные, голые или с единичными волосками, снизу густо опушённые звездчатыми волосками; базальных жилок 6—10, жилок второго порядка 5—6, жилки третьего порядка между собой параллельные, благодаря густому опушению иногда слабо заметные; листья стерильных побегов такой же формы, как и плодущих, но крупнее, до 20—30 см длиной и шириной, менее густо опушённые снизу, основание более глубоко выемчатое, зубцы более крупные; листья порослевых побегов иной формы, в очертании дельтовидные, у основания с глубокой сердцевидной выемкой, с относительно более коротким черешком, составляющим 1⁄3—¼ длины пластинки.
Прицветные лист длиной 7—9(12) см и шириной (1,3)1,5—2,5(3) см, низбегающий до основания цветоноса (сидячий), в нижней части несколько закруглённый, со стороны отхождения цветоноса опушённый более-менее редкими звездчатыми волосками, с противоположной стороны опушение густовойлочное. Соцветие поникающее, включает в себя (5)10—12(15) цветков (плодов остаётся примерно в два раза меньше), цветоножки густо опушённые белыми звездчатыми и простыми волосками; цветонос отходит ниже середины прицветного листа. Бутоны округлые, несколько заострённые на верхушке, 3 мм длиной и шириной. Цветки 10—12 мм в диаметре; чашелистики продолговатые, 4—5 мм длиной, 1,5—2 мм шириной, снаружи и по краям опушённые мелкими звездчатыми и простыми волосками, внутри, в особенности у основания и в верхней части, опушение состоит из простых длинных белых волосков; лепестки лимонно-жёлтые, на верхушке и по краям довольно крупнопильчатые, (5)7—8 мм длиной, 1,5—2 мм шириной; стаминодии на верхушке и по краям пильчатые, 4—5 мм длиной, около 1 мм шириной; завязь шаровидная, густо опушённая белыми волосками; столбик голый, с булавовидным рыльцем, значительно длиннее тычинок. Цветение происходит в июле.
Плоды шаровидной или удлинённой формы, 8—11 мм, с плотной деревянистой, более-менее бугорчатой, густо опушённой оболочкой. Плодоносит в сентябре. В 1 кг 4300 штук.
Число хромосом 2n = 82.
Вид описан из хребта Хехцир. Тип в Санкт-Петербурге.

## Распространение и экология
Распространена в Китае и Корее, на территории России в Приморском и Хабаровском краях и юго-восточных районы Амурской области. По побережью моря доходит до Тернея вниз по Амуру — до устья Анюя, на запад — до восточной части Зее-Буреинской равнины.
Поднимается до 300—450 м над ур. м. Произрастает в кедрово-широколиственных и дубовых лесах, в долинах рек и по склонам гор. 
Хорошо размножается семенами, даёт обильную поросль (более обильную, чем у липы амурской и Таке). Растёт несколько быстрее других лип, особенно порослевые экземпляры. 

## Химический состав
Листья летнего сбора содержат 12,86 % воды и (от абсолютно сухого вещества): золы 8,9 %, протеина 17,4 %, жира 2,3 %, клетчатки 22,1 %, БЭВ  % 49,3.

## Значение и применение

### В пчеловодстве
Липа маньчжурская — важное медоносное растение: благодаря поникающим соцветиям нектар не смывается дождём и пчёлы берут его даже во время дождя. Один гектар сплошного массива может выделить 680—900 кг нектара, по другим данным до 1350 кг/га. Вид зацветает позднее липы мелколистной в среднем на 7 дней, что позволяет увеличить продолжительность цветения липовых с 14 до 21 дня, а при наличии крупнолистной липы до 26—28 дней. В сухой жаркий полдень нектар в цветках липы пчёлы не выбирают ввиду его высокой концентрации. В облачную или пасмурную погоду пчёлы хорошо работают на протяжении всего дня. Больше всего сахара в цветках липы маньчжурской содержалось на третий—восьмой день цветения. Такие же закономерности наблюдаются у лип остальных видов. Продуктивность нектара цветками в этот период колебалось от 387,5 до 787,3 мг сахара на 100 цветков. В конце цветения количество нектара уменьшилось в пять раз. 

### Прочее
Листья, тонкие ветки и кора молодых деревьев отлично поедаются пятнистыми оленями в зимнее время года, в остальное время года попутно с другими растениями.
В Западной Европе больше играет роль декоративного растения. Ценится за свои крупные листья, серебристо-войлочные снизу.
Древесина ценится для различных поделок.

## Классификация

### Таксономическая схема
Вид Липа маньчжурская относится к роду Липа (Tilia) семейства Мальвовые (Malvaceae).
|  |                  |  |                     |                          |                       |  | ещё 45 порядков покрытосеменных (согласно Системе APG II) | ещё 45 порядков покрытосеменных (согласно Системе APG II) |                                           |  |  |  | ещё около 204 родов | ещё около 204 родов   |            |  |  |  |  |
|  |                  |  |                     |                          |                       |  | ещё 45 порядков покрытосеменных (согласно Системе APG II) | ещё 45 порядков покрытосеменных (согласно Системе APG II) |                                           |  |  |  | ещё около 204 родов | ещё около 204 родов   | 4 вариации |  |  |  |  |
|  |                  |  |                     | отдел Цветковые растения |                       |  |                                                           |                                                           | семейство Мальвовые                       |  |  |  |                     | вид Липа маньчжурская |            |  |  |  |  |
|  |                  |  |                     | отдел Цветковые растения |                       |  |                                                           |                                                           | семейство Мальвовые                       |  |  |  |                     | вид Липа маньчжурская |            |  |  |  |  |
|  | царство Растения |  |                     |                          | порядок Мальвоцветные |  |                                                           |                                                           | род Липа                                  |  |  |  |                     |                       |            |  |  |  |  |
|  | царство Растения |  |                     |                          |                       |  |                                                           |                                                           |                                           |  |  |  |                     |                       |            |  |  |  |  |
|  |                  |  | ещё около 21 отдела | ещё около 21 отдела      |                       |  |                                                           | ещё 10 семейств (согласно Системе APG II)                 | ещё 10 семейств (согласно Системе APG II) |  |  |  | ещё около 40 видов  | ещё около 40 видов    |            |  |  |  |  |
|  |                  |  |                     | ещё около 21 отдела      |                       |  |                                                           |                                                           | ещё 10 семейств (согласно Системе APG II) |  |  |  |                     | ещё около 40 видов    |            |  |  |  |  |

### Разновидности
В пределах вида выделяются три разновидности:
- Tilia mandshurica var. mandshurica — Амурская область, Приморье, Китай, Корея
- Tilia mandshurica var. megaphylla Liou & T. T. Li — Китай, Корея
- Tilia mandshurica var. ovalis (Nakai) Liou & T. T. Li — Китай, Корея[3]